# 학교대표
《학교대표》는 매주 화요일 동훈이 다음 웹툰에서 연재하는 웹툰이다. 2019년 5월 28일에 시즌 1이 완결됐고, 2019년 10월 29일에 시즌 2를 시작했다.

## 등장인물
- 나두호
- 정다인
- 고현우